# Rusisaari
Rusisaari är en ö i Finland. Den ligger i sjön Hanhijärvi och i kommunen Enonkoski i den ekonomiska regionen  Nyslotts ekonomiska region  och landskapet Södra Savolax, i den sydöstra delen av landet, 300 km nordost om huvudstaden Helsingfors. Öns area är 24,1 hektar och dess största längd är 1 kilometer i sydöst-nordvästlig riktning.